# Shinjū

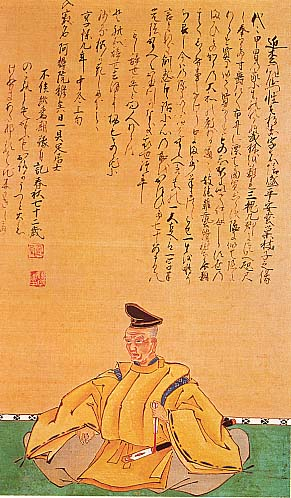
Chikamatsu Monzaemon

Shinjū (心中, caràcters kanji: "ment" i "centre") significa en japonès "suïcidi doble" o "suïcidi d'amor", en el sentit de la famosa obra Shinjū Ten no Amijima (Suïcidis d'Amor per Amijima, escrit al segle XVII per Chikamatsu Monzaemon per al teatre de titelles (bunraku o teatre joruri) i posteriorment adaptat al cinema.
En el llenguatge comú, el terme shinjū s'utilitza per descriure qualsevol tipus de suïcidi d'un grup de persones vinculades per l'amor, generalment amants, pares i fills, i fins i tot famílies senceres.

## Significat
En el teatre japonès i la tradició literària, els suïcidis dobles són els suïcidis simultanis de dos amants que tenen un " ninjo " ("sentiments personals", " compassió ", o "amor per l'altre") que estan en contra de giri, "convencions socials" o obligacions familiars. Els suïcidis dobles són força habituals en la història del Japó i són un tema important en el repertori del teatre de titelles. El tràgic desenllaç és generalment conegut pel públic i precedit per un michiyuki, un petit viatge poètic, on els amants evoquen els moments més feliços de la seva vida i els seus intents d'estimar-se.

### Base històrica

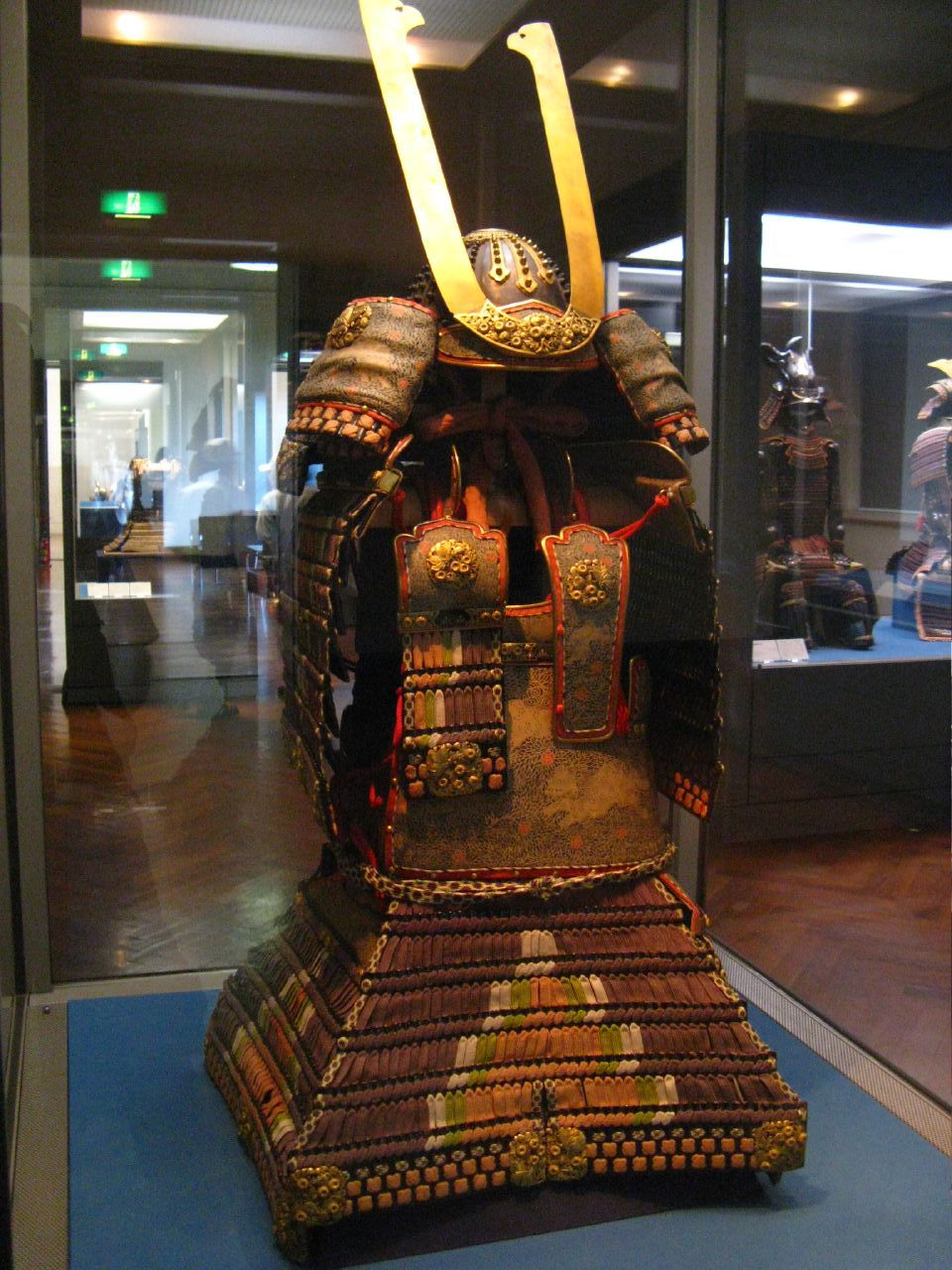
Una armadura samurai

Durant el període del shogunat Tokugawa, la famosa dinastia Shogun amb seu a Edo (actual Tòquio), els samurais, membres de la classe guerrera, estaven situats a la ciutat en llocs reservats i tancats. Els barris anomenats "plaers" on es treballaven la majoria de les prostitutes es trobaven fora de les ciutats i normalment de casernes militars.
Quan un idil·li va néixer entre un samurai i una prostituta, només hi havia dues solucions possibles: o el samurai havia de trobar els diners necessaris per alliberar la jove de la seva condició, o tots dos van recórrer a Shinjū, el "M'encanta el suïcidi".
Davant del que va començar a semblar-se a una carnisseria, popularitzada especialment pel teatre Kabuki, el govern shogun va haver de prendre mesures per prohibir els ritus funeraris dels guerrers Shinju, una situació extremadament famosa i inacceptable religiosament.

### Base religiosa
Els amants que cometen el suïcidi doble creuen que es tornaran a unir al cel, un punt de vista recolzat per l'educació feudal durant el període japonès Edo, que ensenya que el vincle entre el marit i la dona continua a l'altre món i per l'ensenyament del budisme de la Terra Pura on es creu que a través del doble suïcidi, es pot apropar al renaixement en la Terra Pura.

## Estudis sobre el Shinjū
En el prefaci que va escriure per al llibre Bunraku de Donald Keene, l'escriptor Jun'ichirō Tanizaki es queixa de la durada del finals de totes les obres amb un suïcidi doble, ja que es coneix el resultat. En el seu novell Some Prefer Nettles, paròdia la idea del shinjū i el dona un social i suïcidi doble sensual sense final clara.

## El Shinjū en la ficció
El cineasta Masahiro Shinoda va adaptar peça del teatre de titelles Shinjū ten no Amijima en forma de pel·lícula el 1969, publicada sota el títol: Double Suicide en anglès, en una adaptació moderna, incloent una partitura de Toru Takemitsu.

## Influència
L'escriptor Osamu Dazai es va matar d'aquesta manera després de diversos intents sense èxit.